# NGC 1851
NGC 1851 (również GCL 9 lub ESO 305-SC16) – gromada kulista, znajdująca się w gwiazdozbiorze Gołębia. Jest oddalona o około 39,5 tys. lat świetlnych od Słońca i o 54,1 tys. lat świetlnych od centrum Galaktyki. Odkrył ją James Dunlop 10 maja 1826.
W roku 2003 odkryto, że NGC 1851 może pochodzić z galaktyki Karzeł Wielkiego Psa. Oprócz NGC 1851 podobne pochodzenie miałyby mieć obiekty Messier 79, NGC 2298 i NGC 2808.